# Barna sarlósfecske
A barna sarlósfecske (Apus niansae)  a madarak osztályának sarlósfecske-alakúak (Apodiformes) rendjébe és a sarlósfecskefélék (Apodidae) családjába tartozó faj.

## Rendszerezése
A fajt Anton Reichenow német ornitológus írta le 1887-ben, a Cypselus nembe Cypselus Niansae néven.

## Alfajai
- Apus niansae niansae (Reichenow, 1887)
- Apus niansae somalicus (S. Clarke, 1919)[2]

## Előfordulása
Kelet-Afrikában, Eritrea, Etiópia, Kenya, a Kongói Köztársaság, a Kongói Demokratikus Köztársaság, Szomália, Tanzánia és Uganda területén honos. 
Természetes élőhelyei a szubtrópusi és trópusi gyepek, cserjések és szavannák, sziklás környezetben, valamint városi régiók. Vonuló faj.

## Megjelenése
Testhossza 15 centiméter.

## Természetvédelmi helyzete
Az elterjedési területe nagyon nagy, egyedszáma pedig stabil. A Természetvédelmi Világszövetség Vörös listáján nem fenyegetett fajként szerepel.